# Cité jardin Faure de Revin
La cité jardin Faure  est une ancienne cité ouvrière, située à Revin, dans le département français des Ardennes. C'est un ensemble bâti labellisé « patrimoine du XXe siècle » depuis le 14 septembre 2000,.

## Histoire
La cité-jardin ouvrière a été construite dans l'entre-deux-guerres pour faire face à une forte augmentation d'habitants à Revin où la population atteint en 1930 8 000 habitants, soit une augmentation de 45 % par rapport à 1920.
Le conseil municipal accueille favorablement le projet de construction d'une cité-jardin à la périphérie de Revin, déposé par les dirigeants de la Société Faure,. 
La construction proprement dite de la Cité-jardin Faure, débute en 1931 d'après le projet de l'architecte Maurice Rouquet, de Charleville. 
En 1936, la construction d'une chapelle à l'entrée de la Cité achève la construction de la Cité-jardin Faure qui héberge 103 ménages et 458 habitants.

## Description
La cité située au lieu-dit « Sartnizon » sur le versant sud-ouest du quartier de la Bouverie est sillonnée par diverses artères, les rues  Saint-Jean, Jean Moulin, de la Chapelle, Perrot Roland, des Jardins, Sartnizon, Saint-Eloi ; le boulevard  Firmin Leguet et comporte deux places ; Saint-Jean et Théodore Faure.
Le lotissement de 44 maisons reparties en sept îlots disposés en puzzles triangulaires ou trapézoïdaux, séparés par des rues parallèles et des places en demi-cercle.
Deux demeures en pierre de taille réservées au cadres, donnent sur l'actuelle rue Jean Moulin.  
Les autres maisons sont en brique et crépi avec des toitures à deux pans couvertes de tuiles mécaniques. 
Chaque bâtisse, conçue comme un chalet ou un cottage comporte sur un étage carré entre 2 et 4 logements jumelés. Chaque logement d'une superficie habitable de 54,25 m2 est agrémenté d'une cour et d'un jardin de 20 m2. 
La cité compte également une chapelle et un magasin.

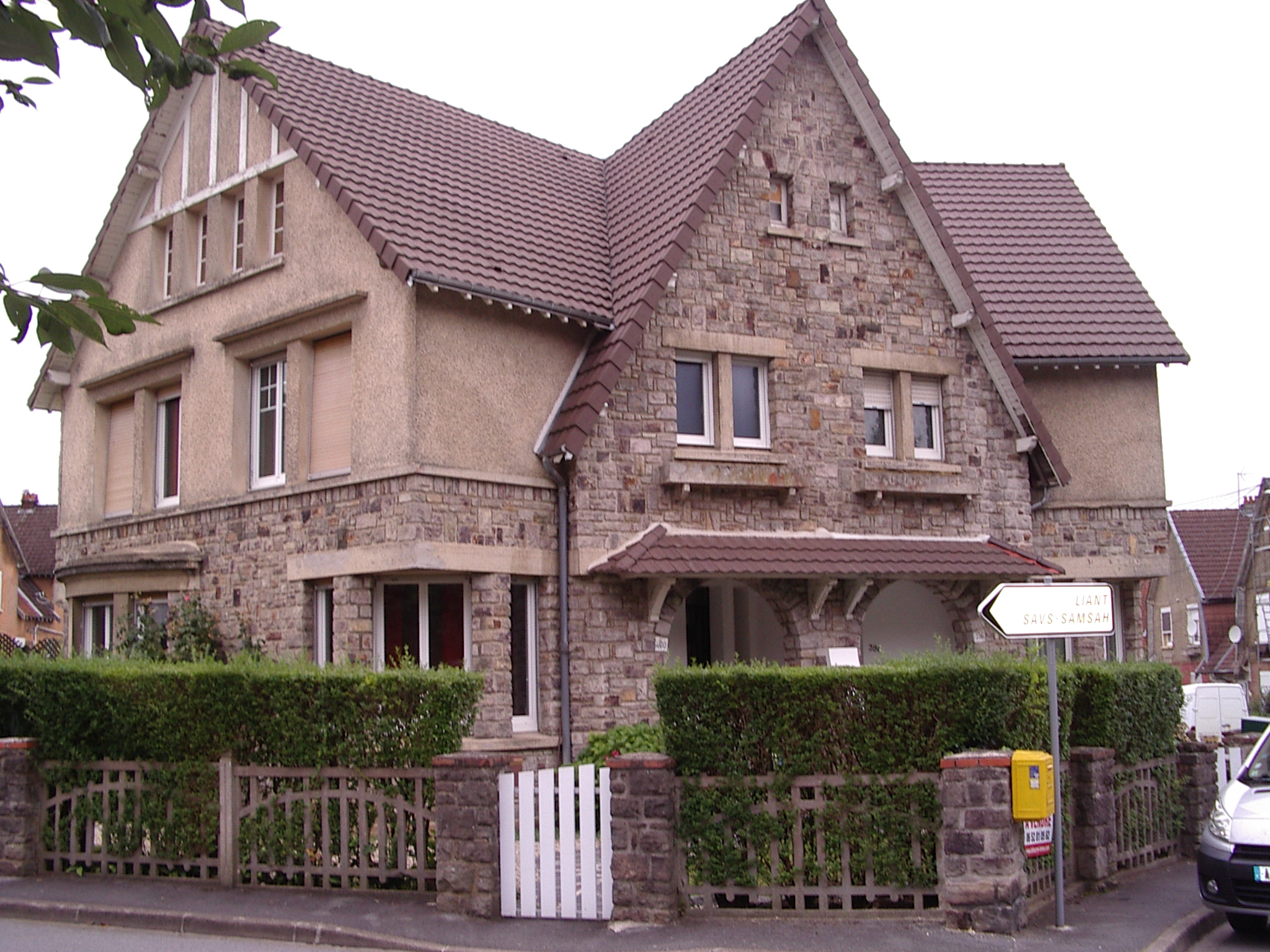
Maison de cadre
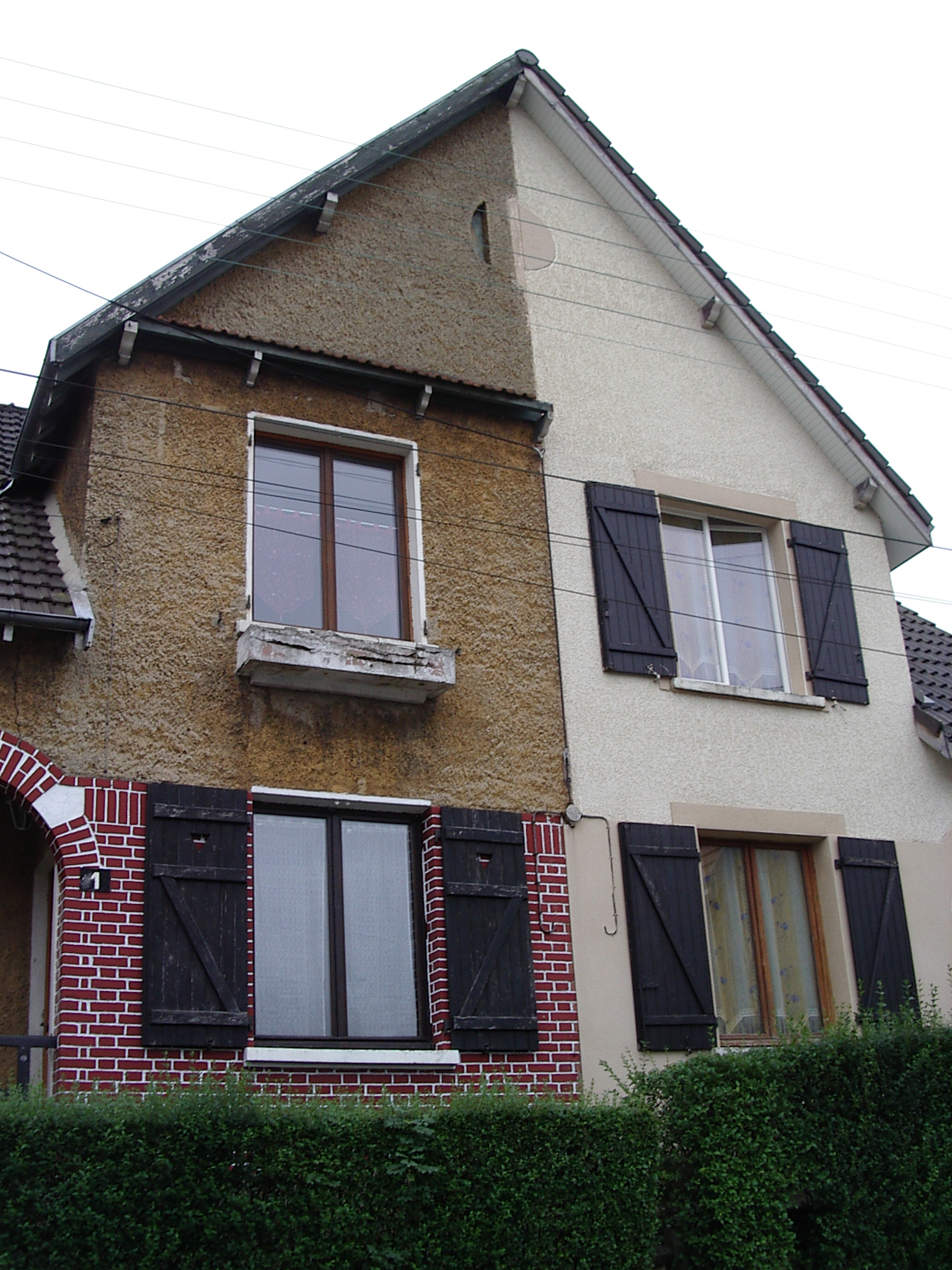
Maison ouvrière
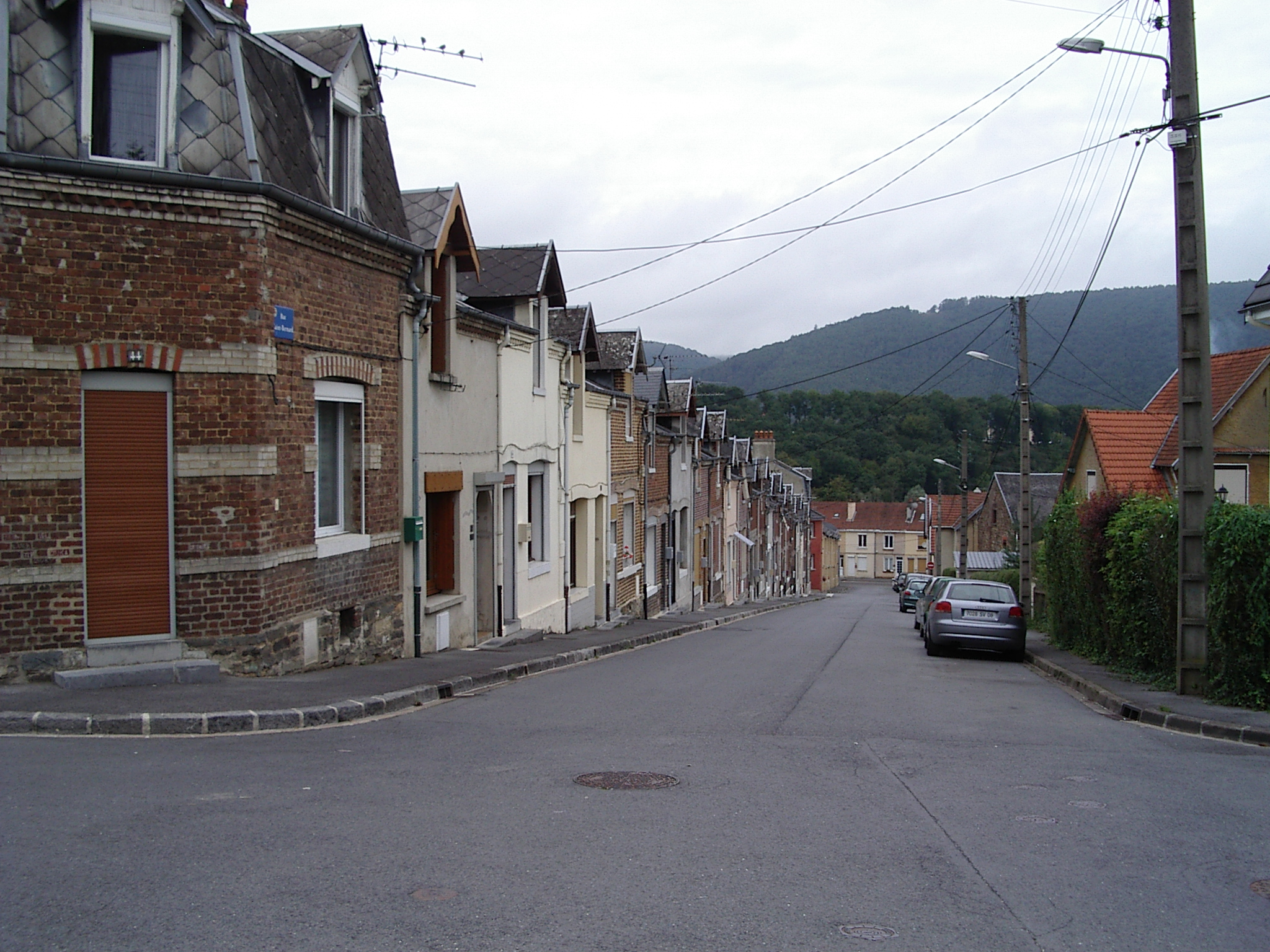
Rue saint-Jean
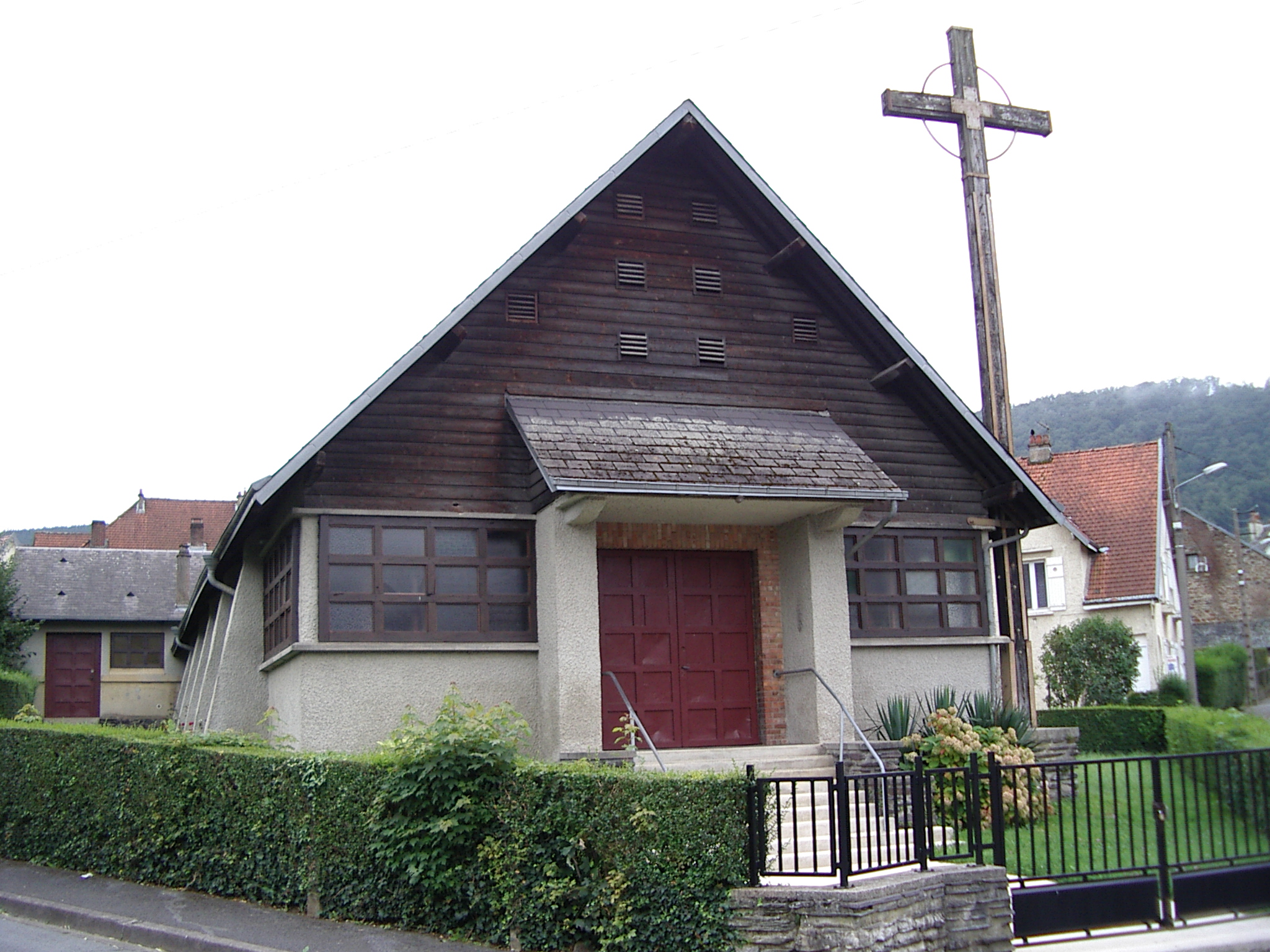
La chapelle